# Team Pedercini

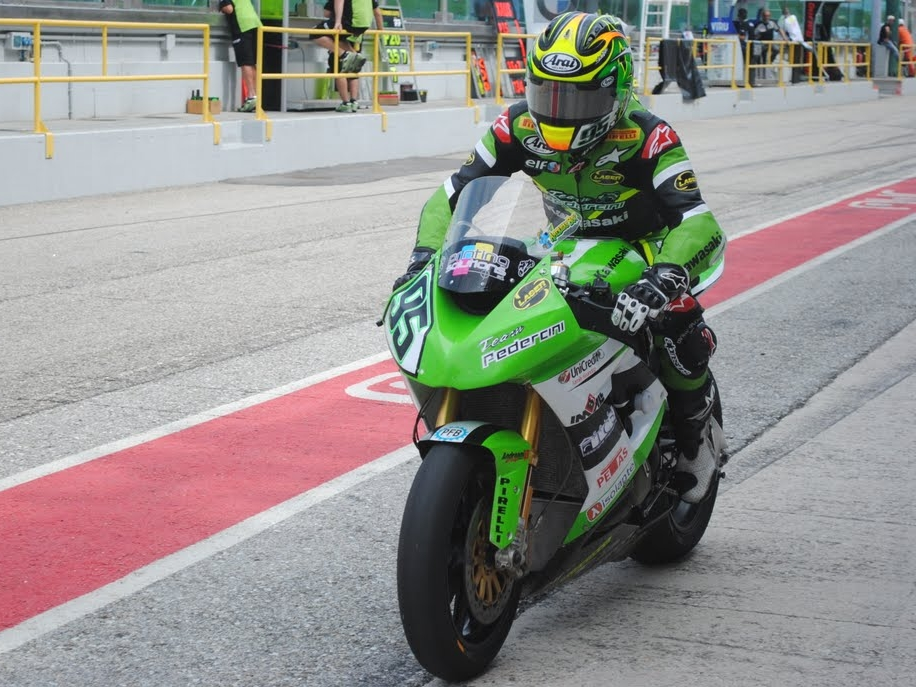
Roger Lee Hayden aux couleurs de l'équipe en 2010.

Le Team Pedercini est une équipe motocycliste italienne fondée en 1993. Elle participe au championnat du monde World Superbike depuis plusieurs années[Quand ?] avec Kawasaki et a engagé pour 2010 le pilote américain Roger Lee Hayden (frère du champion du monde 2006 Nicky Hayden) et le pilote italien Matteo Baiocco (it).